# Passiflora bryonioides
Passiflora bryonioides es una especie fanerógama de la familia Passifloraceae.

## Clasificación y descripción de la especie

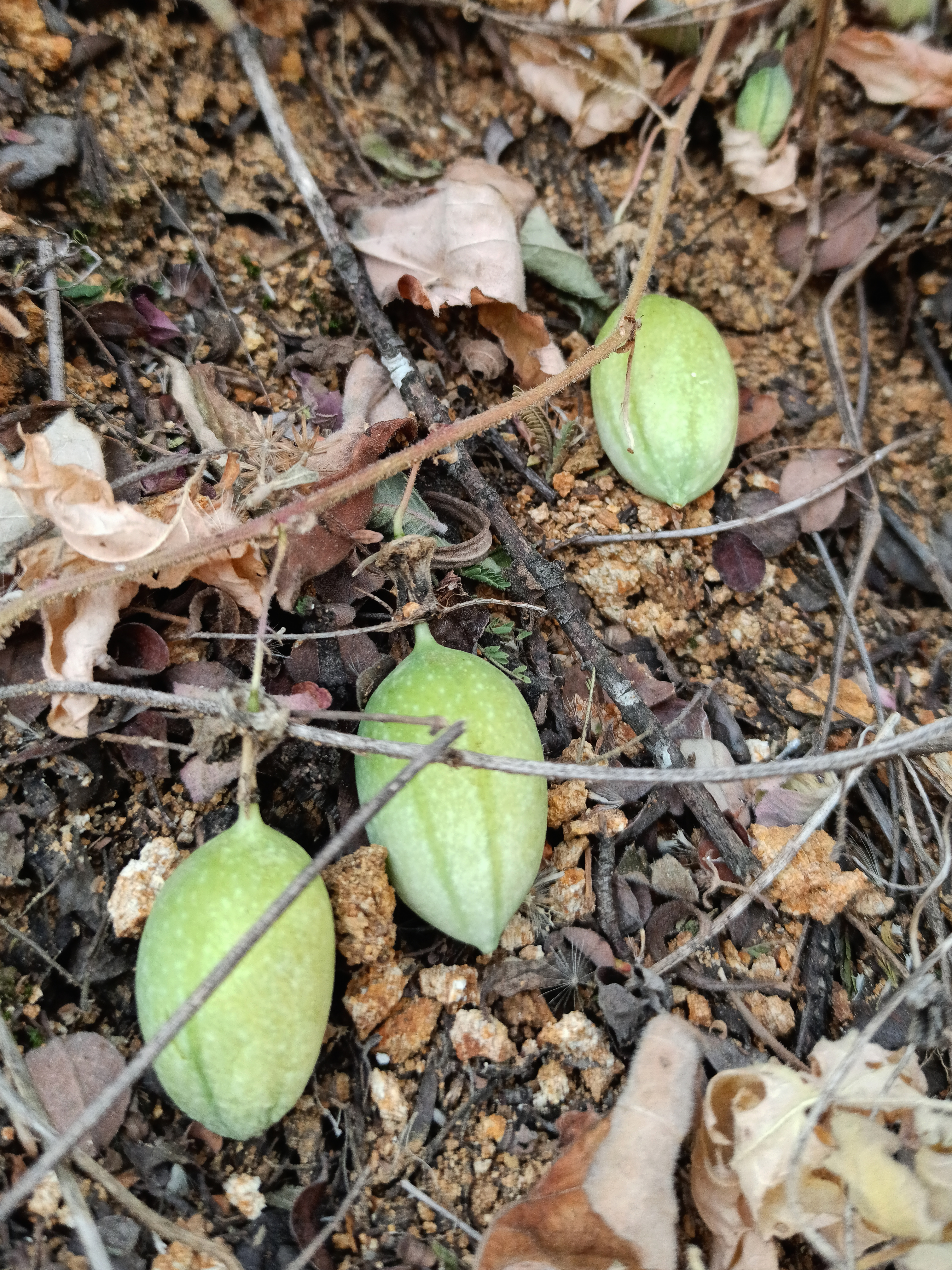
Frutos de P. bryonioides

Planta herbácea trepadora o rastrera, hasta de 3 m de largo; raíz voluminosa, leñosa, de la que parten numerosos tallos anuales; tallo hispídulo con pelos uncinados; estípulas de 5 a 9(13) mm de largo y 1.3 a 4.5(9) mm de ancho, peciolos de 2 a 5(6.5) cm de largo, llevando hacia su ápice un par de glándulas nectariales claviformes o urceoladas de 0.8 a 1.5 mm de largo y de ancho, hoja ovada en contorno general, de 4 a 7(16) cm de largo y 4 a 11.5(16) cm de ancho, cordada en la base, profundamente trilobada con los lóbulos oblongos, agudos a obtusos en el ápice, margen entero o irregularmente dentado o denticulado, con 3 o 5 nervaduras principales; flores solitarias o por pares, sobre pedúnculos de 15 a 35 mm de largo, brácteas por lo general 3, de 2.2 a 7 mm de largo, a veces decíduas; flores blanquecinas o de color crema, de 2 a 4 cm de diámetro; sépalos algo verdosos por fuera, de 1 a 2 cm de largo y (3)5 a 8 mm de ancho; pétalos linear-lanceolados a ovado-oblongos, de 5 a 10 mm de largo y 3 a 3.5 mm de ancho; paracorola formada por una sola serie de alrededor de 45 filamentos de 7 a 10 mm de largo, blanquecinos, con frecuencia tendiendo al color morado; anteras de 3 a 5 mm de largo; ovario angosto, elipsoide-ovoide, glabro, estilos de 4 a 6 mm de largo, estigmas capitados, de aproximadamente 1.5 mm de diámetro; fruto ovoide a elipsoide, de 3 a 4.5 mm de largo por 2 a 2.5 cm de diámetro; semillas obovadas, aplanadas, de unos 4 mm de largo por 2.5 mm de ancho.

## Distribución de la especie
Especie distribuida desde el sudoeste de Arizona (EE. UU.) hasta el centro de México, en los estados de Sonora, Chihuahua, Durango, Zacatecas, San Luis Potosí, Guanajuato, Querétaro, Nayarit, Jalisco, Michoacán, México, Puebla y Oaxaca.

## Hábitat
Elemento moderadamente frecuente de la vegetación secundaria derivada del bosque tropical caducifolio, así como de algunos matorrales xerófilos y pastizales, en un gradiente altitudinal que va de los 1700 a los 2300 m s.n.m. Florece de mayo a septiembre y fructifica de septiembre a octubre.

## Estado de conservación
No se encuentra bajo ningún estatus de protección.